# 1127
Cette page concerne l'année 1127  du calendrier julien.
L'année 1127 est une année commune qui commence un samedi.

## Événements

### Asie
- 18 janvier, Chine : les Jürchen s’emparent de Kaifeng la capitale song dans le Nord de la Chine[1]. Ils font prisonniers l’empereur Qinzong et sa suite. Le palais impérial est pillé, le personnel et la famille royale réduits en esclavage.

- 12 juin, Chine : un prince impérial song réussit à s’enfuir et à s’installer à Hangzhou où il règne sous le nom de Gaozong jusqu’en 1162. Début de la dynastie des Song méridionaux (fin en 1279)[2].

### Proche-Orient
- Avril : Imadeddin Zanki devient le premier atabek de Mossoul (fin en 1146)[3]. Il fonde la dynastie Zangide et va parcourir la Syrie et l’Irak pendant dix-huit ans à la tête d’une armée disciplinée.

- Septembre-Octobre : Zanki entre dans Mossoul[4].

- À Alep, quatre émirs rivaux se partagent le pouvoir. La ville sombre dans l’anarchie alors que les Francs du fils de Bohémond de Tarente, Bohémond II d’Antioche réapparaissent sous ses murs à l’automne. Les Alépins s’empressent de lui payer tribut[5].
- À Damas, l’atabek Tughtekin n’exerce plus aucun contrôle sur les Assassins qui ont infiltré le pouvoir grâce aux intrigues du persan Bahram. Ils possèdent leur propre milice armée et le vizir al-Mazdaghani, qui leur est dévoué, entretient des relations avec Jérusalem. Au début de 1128, la mort de Tughtekin laisse la Syrie à la merci des Francs[5].

### Europe
- 1er janvier : les barons anglo-normands prêtent serment de reconnaître Mathilde l’Emperesse comme héritière du trône d’Angleterre[6].
- 10 février : mort de Guillaume IX d'Aquitaine. Guillaume X devient duc d’Aquitaine (fin en 1137)[7].

- 1er mars : assassinat dans l’église de Payerne du jeune comte Guillaume III de Bourgogne. Son cousin Renaud prend possession du comté de Bourgogne mais est déchu de ses droits au printemps à la diète de Spire par l’empereur Lothaire de Supplinbourg[8].

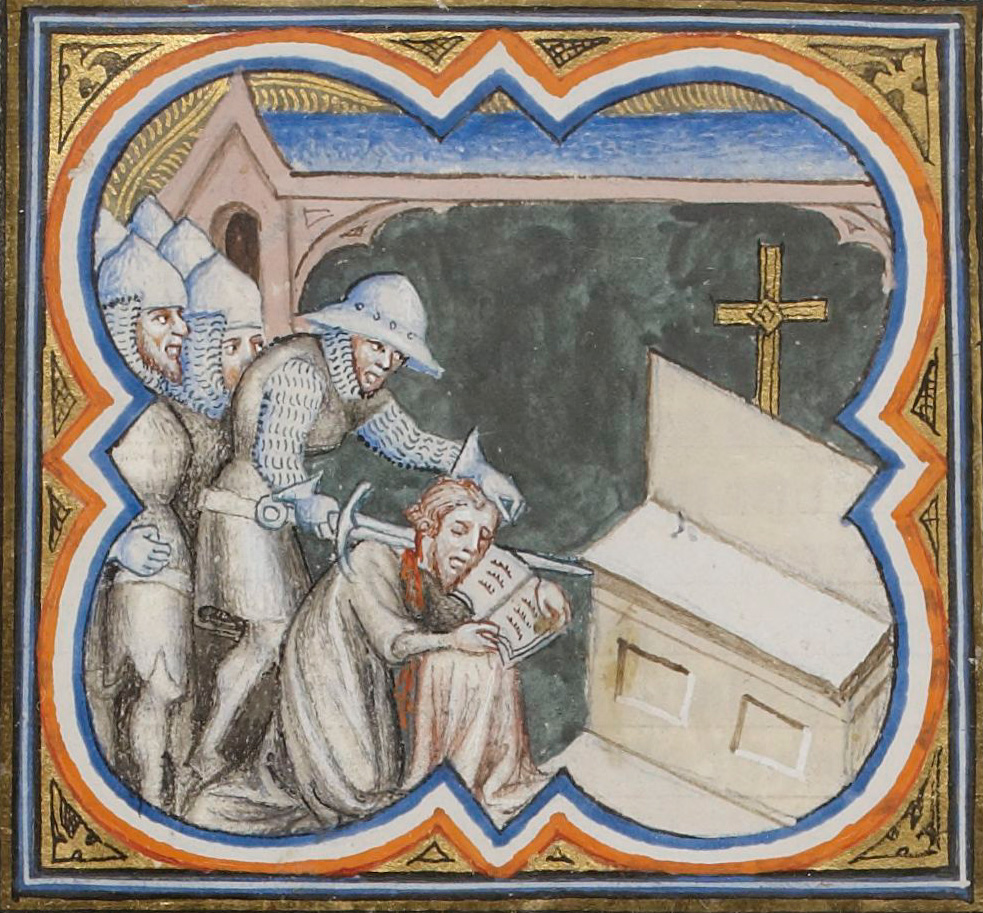
2 mars : mort de Charles le Bon.

- 2 mars : assassinat dans l’église Saint-Donatien de Bruges du comte de Flandre Charles le Bon (fin de la première dynastie comtale de Flandre). Louis VI le Gros intervient, fait élire Guillaume Cliton, châtie les assassins mais réclame mille marcs d’argent (relief) au nouveau comte qui doit lever des impôts malgré ses promesses.

- 3 avril[9], Le Mans : mariage de Mathilde l’Emperesse (25 ans), fille du roi d’Angleterre Henri Ier Beauclerc, veuve de l'empereur germanique Henri V, avec Geoffroy V d’Anjou (13 ans), dit Geoffroy Plantagenêt, futur comte d’Anjou et du Maine, puis duc de Normandie.
- 20 avril : Alphonse VII de León et Castille s’empare du château de Burgos, qui jusque-là avait une garnison aragonaise. Alphonse Ier d’Aragon intervient pour défendre ses partisans. La guerre est évitée grâce à la médiation de Gaston de Béarn et de Centulle de Bigorre[10].

- 14 avril : Guillaume Cliton confirme la Charte de commune de Saint-Omer[11].

- Juillet : signature du pacte de Támara entre Alphonse Ier d’Aragon et Alphonse VII de León et Castille, qui délimite leurs territoires respectifs en Castille[10].
- 20 juillet : mort de Guillaume d’Apulie ; Roger II de Sicile se proclame duc d’Apulie[12]. Le pape Honorius II l’excommunie à Troia le 11 novembre[13], puis doit lui accorder les Pouilles aux dépens de Bohémond II d’Antioche en 1128. L’union des États normands d’Italie du Sud est réalisée en 1130.

- Septembre : Conrad Ier de Zähringen obtient la charge de recteur de Bourgogne à la diète d’Empire tenue à Spire[14]. La dynastie des Zähringen domine la plus grande partie de la Suisse occidentale (fin en 1218).

- Octobre[15] : condamnation du droit de bris (coutume donnant la propriété des épaves et des cargaisons des navires naufragés aux seigneurs bretons sur les terres desquels l’épave s’échouait) au concile de Nantes[16]. Le duc de Bretagne et ses vassaux continuent néanmoins à appliquer la coutume jusqu’à la fin du siècle, où elle est remplacée par une taxe (brefs ou sceaux de sauveté, conduit et victuailles).

- 18 décembre : Conrad III se fait proclamer roi d’Italie[17].
- 19 décembre : mort de Jourdain II d’Aversa[18]. Son fils Robert II d’Aversa lui succède comme prince normands de Capoue le 30[19].

- Guigues Ier Le Chartreux rédige les Consuetudines Cartusiae (coutumes de Chartreuse)[20].
- Présence à la foire d'Ypres de marchands italiens appelés Lombards[21].